# První bitva u Tapae
Bitva u Tapae se odehrála mezi římskou říší a Dácií na území římské provincie Moesia v době dáckých válek. K bitvě došlo za vlády římského císaře Domitiana, v letech 86 až 88.
Na konci roku 85 nebo na počátku roku 86 , dácký král Duras nařídil svým vojákům, aby zaútočili na římskou provincii Moesii na jižním toku řeky Dunaje. Dáky do bitvy vedl Diurpaneus, který je často uváděn jako totožná osobnost s pozdějším králem Decebalem i když důkazy pro tuto skutečnost zůstávají nezřetelně a nejednotné. V roce 85 nebo 86 Dákové přepadli římskou provincii Moesie a zabili jejího guvernéra Oppiuse Sabia.
Po tomto útoku zamířil římský císař Domitian, doprovázený pretoriánským prefektem Corneliem Fuscem do Moesie, kde plánovali budoucí útok. Nahradili zde ztracenou legii a výrazně posílil římskou armádu na tomto úseku. Několik legií přesunuli ze západních provincií do Moesie. Oblast starověkého města Sirmium byla připojena k Moesii, aby měli kontrolu nad celou dáckou hranicí.
Historici nejsou jednotní v tom, co se dělo dál. Historik András Mócsy naznačuje, že po předání příkazu prefektovi Fuscovi se císař Domitian vrátil do Říma v témže roce, zatímco Fusco se pokusil vytlačit dácké útočníky z provincie. Podle historika Matthewa Bunsona, vedl úspěšnou operaci císař Domitian osobně, až pak se vrátil do Říma, kde oslavil dvojitý triumf.

## Útok v roce 87
Po počátečním úspěchu proti Dákům překročil Cornelius Fusca s pátou legií, která se skládala z 5000 mužů řeku Dunaj, ale jeho armáda byla obklíčená a Římané ochromeni. V těžkém boji byli zničeni, sám Fuscus v bitvě zahynul. Podle historika E. T. Salmona se jednalo o bitvu, kde byla zničena pátá římská legie. V každém případě, tato legie následně zmizela z římského seznamu legií.

## Útok v roce 88
Římská ofenzíva pokračovala v následujícím roce. Římany tentokrát vedl generál Tettius Julianus se čtyřmi legiemi. Římská armáda vstoupila do Dacie a dále postupovala z římského tábora Viminacium k průsmyku Železná vrata. Tentokrát byla římská armáda úspěšná a dácké vojsko bylo vytlačeno z Tapae. Vzhledem k obtížné cestě do Sarmizegetusy, hlavního města Dácie byl římský útok zastaven a Decebalus s Domitianem uzavřeli mír.

## Po bitvě
Po bitvě je průběh událostí nejasný a uspokojivá chronologická rekonstrukce událostí není možná. Suetonius uvádí, že se proti Dákům podniklo několik bitev s různým úspěchem. Lucius Antonius Saturninus, velitel římské armády v Germanii, se vzbouřil. Kromě toho Jazygové, Marcomanni a Kvádové odmítli poskytnout vojska císaři Domitianovi pro jeho Dácké války. Domitian tedy zabil jejich mírové vyslance a zaútočil na ně. Všechny tyto problémy zastavily další římské útoky na Dácii a Decebalus, v té době již král Dácie, vyslal svého bratra Diegise, jako svého plenárního zástupce sepsat mírové dohody. V souladu s podmínkami smlouvy se Decebalus stal vazalem římského císaře a vrátil římské válečné zajatce. Na oplátku si půjčil několik římských stavitelů a řemeslníků, kteří stavěli nová opevnění v horách. Římané se ve smlouvě zavázali zaplatit roční dotaci ve výši 8 milionů sesterciů,. Peníze proti očekávání Říma, Decebalus neutrácel v Římě, ale použil je na vystavění nových opevnění a sídel v horách, v důležitých strategických místech a posílit i stávající místa.
To byl jeden z důvodů, proč v roce 101 císař Traianus znovu zaútočil na Dácii. Vítězstvím v druhé bitvě u Tapae přiměl Dáky k podřízenosti římskému impériu.